# زنان در قاره آمریکا

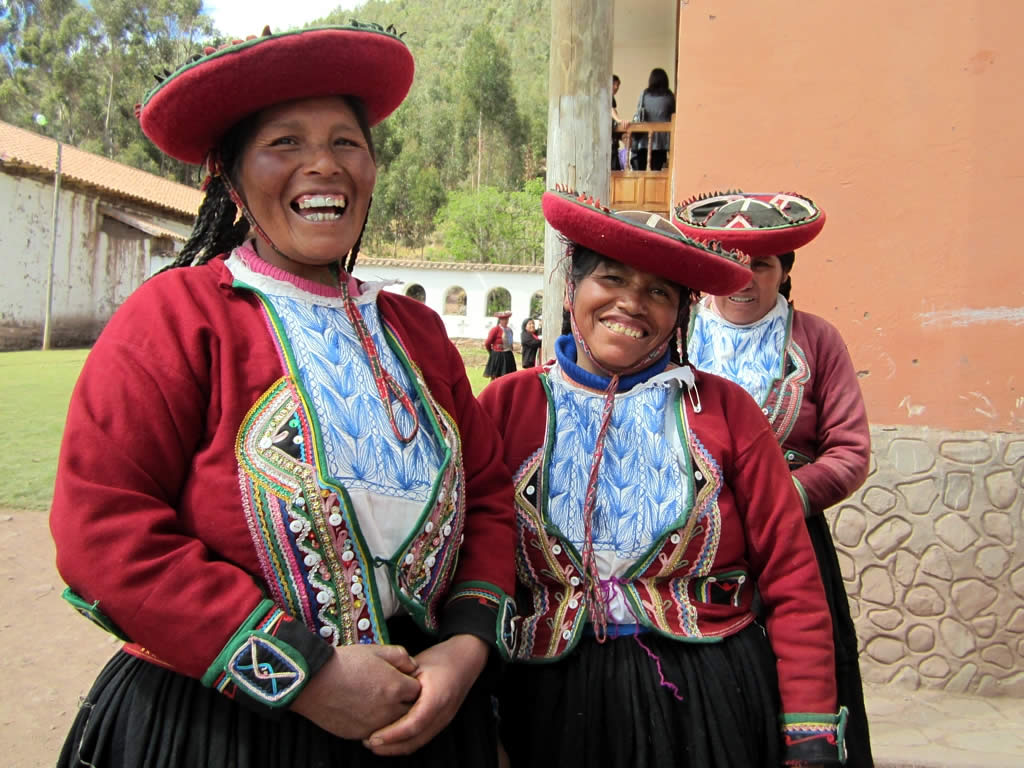
زنان محلی در روستای اوماسبامبا، منطقه چینچرو، پرو در سال ۲۰۱۲.

زنان در قاره آمریکا زنانی هستند که در آن متولد شده‌اند، در آن زندگی می‌کنند، و اهل قاره آمریکا هستند، منطقه‌ای که منطقه کارائیب، آمریکای مرکزی یا آمریکای میانه، آمریکای شمالی و آمریکای جنوبی را در بر می‌گیرد. تکامل، فرهنگ و تاریخ آنها با تاریخ قاره آمریکا همخوان است، اگرچه تجربه‌های زنان اغلب با مردان جامعه متفاوت بود. تفاوت در تجارب زنان اغلب مربوط به تقسیم کار یا محدودیت‌هایی است که به دلیل نقش‌های سنتی در جامعه بر آنها اعمال می‌شود. تأثیرات برده داری، اسارت و استعمار در طول زمان تأثیر عمیقی بر زنان در قاره آمریکا گذاشته‌است.
انجمن تاریخ زنان در قاره آمریکا (SHAW), یک سازمان بریتانیایی است که تاریخ زنان را در زمینه ارتباط آنها با قاره آمریکا مطالعه می‌کند.  مطالعه تاریخ زنان امکان بازیابی اطلاعات از دست رفته در مورد نحوه زندگی، کار و مشارکت زنان در فرهنگ‌های خود را فراهم می‌کند.  نگاه کردن به تاریخ زنان از دریچه جغرافیا و فرهنگ مشترک، امکان مقایسه مفید زندگی زنان در قاره آمریکا را فراهم می‌کند بدون اینکه ناسیونالیسم داستان را تیره کند. 

## تاریخ

### پیشاتاریخ
زنان در قاره آمریکا یا زنانی که اکنون در مناطقی به نام آمریکای شمالی، آمریکای مرکزی، دریای کارائیب و آمریکای جنوبی ساکن هستند، از طریق مهاجرت وارد این کشور شدند. بسیاری از داستان‌های منشأ مردمان بومی که در قاره آمریکا زندگی می‌کردند، حاوی مضامینی از مردمی است که از طریق مکان دیگری، خواه از زمین یا از آب، وارد این سرزمین می‌شوند.  اولین شواهد تاریخی از مردم در قاره آمریکا از مطالعات علمی از DNA میتوکندریایی سرخ‌پوستان دیرین ناشی می‌شود که حدود ۱۳۰۰۰ سال پیش از پل برینگ لند از برینگیا به منطقه‌ای که اکنون به نام آلاسکا شناخته می‌شود، عبور کردند.  از شمال، مهاجران از برینگیا به جنوب سفر کردند و از آنجا از ساحل غربی به سمت شرق منشعب شدند. در ابتدا هم زن و هم مرد در شکار و جمع‌آوری شرکت داشتند،  زیرا بقا به همکاری همه اعضای جامعه بستگی داشت. جمع‌آوری و ذخیره غذا، ساختن سرپناه و لباس برای زنده ماندن در آب و هوای خشن شمالی، به مهارت‌های متعددی نیاز داشت. اگرچه تعیین دقیق تقسیم کار برای افراد اولیه غیرممکن است، اما واضح است که مهاجران با شرایط در حال تغییر، سازگاری‌هایی را انجام داده‌اند.  باستان‌شناسی اولیه بر اهمیت شکار بزرگ به‌عنوان یک استراتژی بقا برای دیرینه‌یان متمرکز بود، اما تحقیقات جدیدتر نشان می‌دهد که استراتژی قابل‌اعتمادتر به احتمال زیاد بر روی جمع‌آوری فعالیت‌های زنان و کودکان متمرکز بود.  همان‌طور که ابزارها توسعه یافتند، وظایف خاص ممکن است جنبه‌های جنسیتی داشته باشد،   هنگامی که کشاورزی در دوره باستانی ظهور کرد (۸۰۰۰ تا ۳۰۰۰ قبل از میلاد)، و تغییر در تهیه غذا از منابع موجود ایجاد شد، جوامع به سمت جوامع مستقر تر تغییر کردند که اغلب طبقات اجتماعی، تجارت و تخصص اقتصادی نیروی کار را توسعه می‌دادند. سوابق باستان‌شناسی نشان می‌دهد که زنان در سراسر قاره آمریکا نقش پراهمیت در این گذار ایفا کردند  و فعالیت زنان در ایجاد و استفاده از ابزار سنگی در این دوره مشهود است.  سوابق دفن در طول دوره باستانی چیز زیادی در مورد تفاوت وضعیت بین زنان و مردان آشکار نمی‌کند  اما تأیید می‌کند که آنها وظایف جداگانه ای انجام می‌دادند. 

### استعمار اروپا
استعمار و تماس با اروپایی‌ها تغییرات شدیدی را برای همه ساکنان قاره آمریکا به همراه داشت. بیماری و عدم ایمنی در برابر بیماری‌های آفریقایی و اروپایی باعث مرگ بیش از ۸۰ درصد از جمعیت بومی قاره آمریکا در دو سده نخستین دوره استعمار شد.  گروه‌های اصلی اروپایی که مستعمره شدند و بر سر کنترل منطقه جنگیدند، هلندی‌ها، انگلیسی‌ها، فرانسوی‌ها، پرتغالی‌ها و اسپانیایی‌ها بودند.   آنها سیستم‌های اقتصادی را ایجاد کردند که به نفع خودشان بود، زمین و منابع را گرفتند و همچنین از مردم بومی نیروی کار یا وارد کردن بردگان نیاز داشتند.  اگرچه اسارت در میان فرهنگ‌های بومی وجود داشته‌است، اسیران یا برده‌ها به‌عنوان پیاده‌ای برای استفاده در روابط دیپلماتیک، برای حل اختلافات، برای رفع خطاها، یا به‌عنوان مجازات برای جنایات قرار می‌گرفتند و اغلب وظایف متعددی به عنوان کارگر یا زندانی داشتند. اکثر اسیران را زنان تشکیل می‌دادند، زیرا می‌توانستند به‌عنوان مذاکره‌کننده و همچنین برای تکمیل جمعیت رو به کاهش فرهنگ خود یا فرهنگ اسیر خود استفاده شوند.  نتیجه پیروزی‌ها متفاوت بود زیرا هم فرهنگ‌های بومی و هم گروه‌های مختلف اروپایی متفاوت بودند، روابط زن و مرد به‌طور قابل توجهی در دوران استعمار تغییر کرد.  استعمارگران فرانسوی، پرتغالی و اسپانیایی عقاید مذهبی کاتولیک را به آمریکای لاتین و آمریکای شمالی آوردند، که پیروی زنان را به اقتدار مردانه تحمیل کرد و زنان را از مراسم تشریفاتی حذف شدند.  استعمارگران هلندی و انگلیسی باورهای عمدتاً پروتستانی را به مردم بومی با دیدگاه‌های مردانه در مورد نقش‌های جنسیتی وارد فرهنگ‌های تحت استعمار کردند. 

### برده داری
آفریقایی‌ها، بومیان آمریکا و اروپایی‌ها همگی بخشی از تجارت برده در اوایل تاریخ ایجاد آمریکای شمالی مدرن بودند.  در سرتاسر قاره آمریکا، در آب و هوای گرم‌تر، جایی که سیستم‌های کشت و زرع توسعه یافتند،  یا در مناطق شمالی، جایی که زنان یا به عنوان جنایتکار حمل می‌شدند  یا به عنوان خدمتکار اجاره‌ای کار می‌کردند برده داری وجود داشت.  در اوایل دهه ۱۵۳۰، پرتغال شروع به استفاده از نیروی کار برده در برزیل برای کار در مزارع نیشکر کرد. در ابتدا، پرتغالی‌ها از مردم بومی به عنوان برده استفاده می‌کردند، اما در سال ۱۵۷۴، ولیعهد فرمان داد که اگر مردم بومی آدم‌خوار، قبلاً برده یا غنائم «جنگ عادلانه» نباشند، نمی‌توان آنها را به بردگی گرفت.  اسپانیایی‌ها همچنین از مردم بومی به عنوان نیروی کار اجباری استفاده می‌کردند، اما از آنجا که تحت سیستم انکومیاندا، نه دارایی و نه ایندیوس‌ها دارایی ارثی نبودند، با برده داری تفاوت داشت  که در سال ۱۵۴۲ در مستعمرات اسپانیا لغو شد.  هنگامی که هلندی‌ها در اوایل قرن هفدهم صنعت شکر برزیل  را به دست گرفتند، نه تنها به وارد کردن آفریقایی‌ها برای کار برده ادامه دادند، بلکه در گسترش تولید شکر در سراسر کارائیب نقش مهمی داشتند.  یک انگلیسی آموزش دیده هلندی، جان دراکس، روش‌های کشاورزی مورد استفاده در برزیل را برای تطبیق با مدل جزیره‌ای کوچک در باربادوس در اواسط دهه ۱۶۵۰ اصلاح کرد و ثابت کرد که جزایر کارائیب می‌توانند کالاهای کافی برای پالایشگاه‌های آمستردام را تأمین کنند.  در همان بازه زمانی، هم فرانسه و هم انگلستان شروع به استفاده از برده داری در هند غربی کردند.  در دهه ۱۶۲۰، بریتانیا شروع به گسترش به سمت دریای کارائیب کرد و دارایی‌های اسپانیایی سابق را تصاحب کرد. در ابتدا برنامه‌ریزی شده بود که جزایر توسط کشاورزان کوچکی که محصولات کشاورزی برای صادرات به انگلستان پرورش می‌دادند، اداره شود. از آنجایی که شکر سودآورتر بود، کشاورزان کوچک رانده شدند و اقتصاد مزارع توسعه یافت. 

## جنبش‌های اجتماعی
زنان در ایالات متحده آمریکا به شدت در جنبش مخالفت با بردگی فعال بودند.  زنان در خط مقدم این جنبش بودند و در حومه شهر سفر می‌کردند و در مورد مسئله برده داری صحبت می‌کردند  و ستون اصلی جنبش ضد برده داری به حساب می‌آمدند.  لوکرشیا مات و ویلیام لوید گاریسون در نهایت انجمن ضد برده داری آمریکا را تأسیس کردند  و هر دو از زنان مبارزه با برده داری حمایت کردند.  زنانی مانند سارا مک کیم و سوزانا رایت، در راه‌آهن زیرزمینی فعال بودند و به بردگان کمک می‌کردند تا به سمت شمال فرار کنند.   مشارکت به زنان سفیدپوست محدود نمی‌شد، زیرا زنان سیاه‌پوست و زنان بومی آمریکا نیز در کمک به فرار برده‌ها، صحبت دربارهٔ برده‌داری و محافظت از آنها مشارکت داشتند.  کریستیانا کارتو بانیستر به حدود صد برده که از طریق بوستون آمده بودند پناه داد،  و هریت تابمن به دلیل مشارکت در راه‌آهن زیرزمینی مشهور بود،  سوجرنر تروث در مورد بیماری‌های برده داری سخنرانی کرد،  و زنانی مانند چروکی سالی جانسون، سعی کردند از شوهرش که یک برده فراری بود، با بخشی از زمین خود محافظت کنند.  Tuscarora، ایروکوا و Seminole برای کمک به فراریان شناخته شده بودند.  برای بسیاری از زنان، مبارزه برای از بین بردن برده داری، میل به مبارزه برای حقوق خود را به همراه داشت. تشخیص اینکه آنها قادر به شرکت در کنوانسیون ضد برده داری لندن در انجمنی نبودند که برای ارتقای حقوق گروه دیگری از مردم تلاش می‌کرد، باعث شد الیزابت کدی استانتون و لوکرتیا موت کنوانسیون سنکا فالز را برای حقوق زنان در سال ۱۸۴۸ برگزار کنند 

## در زمان جنگ
در کانادا، زنان برای اولین بار در سال ۱۸۸۵ به‌طور رسمی در ارتش پذیرفته شدند. آنها به عنوان پرستار در مقاومت شمال غربی مشغول به کار شدند. 

## زنان و فرهنگ

### نقش‌های سنتی
پس از استعمار اروپا در کانادا، زنان نقش‌های سنتی متفاوتی را ایفا کردند. علاوه بر وظایف خانه، برخی از زنان در تجارت خز، منبع اصلی پول نقد در فرانسه جدید، شرکت می‌کردند. آنها در خانه در کنار همسران یا پدران خود به عنوان تاجر، منشی و تأمین کننده کار می‌کردند. برخی از زنان بیوه نقش شوهرانشان را بر عهده گرفتند. تعداد انگشت شماری در نوع خود کارآفرینان فعال بودند.  به‌طور مشابه، در ایالات متحده، زنان نفوذ بیشتری در حوزه خانگی داشتند، حتی اگر آنها اغلب همراه با شوهران خود در جامعه استعماری کار می‌کردند. 
به گفته Tuñón Pablos، زنان مکزیکی در طول تاریخ مکزیک در اسطوره‌ها تعالی پیدا کرده‌اند اما در نقش خود در جامعه مکزیک پیرو باقی مانده‌اند. 

## ترویج برابری جنسیتی
بسیاری از کشورهای قاره آمریکا چارچوب‌های قانونی را برای زنان برای دستیابی به برابری با مردان فراهم کرده‌اند. طبق قانون اساسی، زنان امروزی جمهوری دومینیکن از نظر حقوق و مالکیت با مردان برابر هستند. زنان آرژانتینی بر اساس استانداردهای آمریکای لاتین به سطح نسبتاً بالایی از برابری دست یافته‌اند و در گزارش شکاف جنسیتی جهانی که توسط مجمع جهانی اقتصاد در سال ۲۰۰۹ تهیه شد، زنان آرژانتینی از نظر دسترسی به منابع و فرصت‌ها در رتبه بیست و چهارم در میان ۱۳۴ کشور مورد مطالعه قرار گرفتند.  زنان در برزیل از حقوق و وظایف قانونی مشابه مردان برخوردار هستند که به وضوح در ماده ۵ قانون اساسی ۱۹۸۸ برزیل بیان شده‌است. یک دفتر در سطح کابینه، دبیرخانه امور زنان، بر دبیرخانه ویژه ای نظارت می‌کند که مسئولیت تضمین حقوق قانونی زنان را بر عهده دارد. اگرچه قانون تبعیض بر اساس جنسیت در استخدام و دستمزد را ممنوع می‌کند، تفاوت دستمزد قابل توجهی بین مردان و زنان وجود دارد. پیشرفت تحصیلی، مشارکت نیروی کار و حقوق زنان بهبود یافته‌است، به ویژه از زمانی که شیلی دوباره در سال ۱۹۹۰ به یک دموکراسی تبدیل شد. شیلی در سال ۲۰۰۴ طلاق را قانونی کرد و همچنین یکی از معدود کشورهایی است که رئیس‌جمهور زن داشته‌است.

### دستاوردهای فرهنگی
در زمان انقلاب آمریکا، زنان مستعمره‌ها به حق طلاق دسترسی بیشتری پیدا کردند.  زنان دورگه آفریقایی-ترینیدادی معمولاً «سرپرست خانواده» می‌شوند، بنابراین «خودمختاری و قدرت» کسب می‌کردند. زنان ترینیداد و توباگو با شرکت در کارناوال ترینیداد و توباگو، «جنسیت قاطعانه» خود را به نمایش می‌گذارند. برخی از آنها همچنین در فرقه‌های به اصطلاح آفریقایی-مسیحی و در اداره «انجمن‌های اعتباری چرخشی غیررسمی سو سو سو» فعال بوده‌اند.

### نقش سیاسی
زنان ۴۸٫۹ درصد از کرسی‌های پارلمانی در مجلس ملی کوبا را در اختیار دارند و در رتبه ششم از ۱۶۲ کشور در زمینه مسائل مشارکت زنان در زندگی سیاسی قرار دارند.  پاناما یک رئیس‌جمهور زن به عنوان رهبر ملی خود داشت، میریا موسکوسو اولین رئیس‌جمهور زن پاناما بود که از سال ۱۹۹۹ تا ۲۰۰۴ در این سمت فعال بود.

### محل کار
زنان در قاره آمریکا به‌طور فزاینده ای به محیط کار کمک کرده‌اند و مشاغلی را به دست آورده‌اند که زمانی برای زنان ممکن نبود. 

### آموزش
از نظر تحصیلی، زنان در گویان در امتحانات منطقه ای از مردان گویان بهتر عمل کرده‌اند. در حال حاضر تعداد زنانی که در گویان در دانشگاه‌ها تحصیل می‌کنند بیشتر از مردان است. زنان آرژانتینی از سطح تحصیلات مشابهی با مردان برخوردار هستند و نسبت ثبت نام در مدارس تا حدودی بالاتر از همتایان مرد خود هستند. آنها به خوبی در زندگی فرهنگی و فکری ملت ادغام شده‌اند.
در السالوادور، درصد مردان با حداقل تحصیلات متوسطه در سال ۲۰۱۰، ۴۷٫۵ در مقایسه با زنان ۴۰٫۵ درصد بود.

### فمینیسم
نهادهای قانونی و دولتی که در حال حاضر در پاراگوئه وجود دارد تا حدی از طریق تلاش‌های سازمان‌های فمینیستی در این کشور توسعه یافتند که در طول دهه ۱۹۹۰ کمپین‌های آگاه‌سازی قابل توجهی را برای رسمی کردن تضمین‌های حقوق زنان برگزار کردند.

## آزار و اذیت جنسی و خشونت
در دورانی که برده داری در قاره آمریکا قانونی بود، زنان برده شده اغلب به عنوان وسایل جنسی مورد استفاده قرار می‌گرفتند و هیچ حمایت و پناهی برای آسیب‌های جنسی نداشتند. 
در آمریکای لاتین، اغلب کسانی که مرتکب اعمال خشونت‌آمیز علیه زنان می‌شوند، از سوی سیستم‌های قانونی که برای تعقیب مجرمان مجهز نیستند یا گاهی علاقه چندانی به انجام این کار نشان نمی‌دهند، مجازات نمی‌شوند. 